# 卡洛斯·曼努埃尔·德·塞斯佩德斯

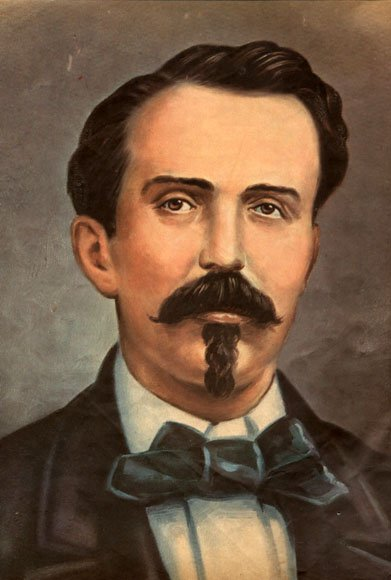
卡洛斯·曼努埃尔·德·塞斯佩德斯

卡洛斯·曼努埃尔·德·塞斯佩德斯·德爾卡斯提略（西班牙語：Carlos Manuel de Céspedes del Castillo；1819年4月18日—1874年2月27日），古巴的「勇士将军」（mambí warriors），反抗西班牙殖民统治、争取古巴独立。
他生于巴亚莫，是古巴东部一个富有的地主和律师，1844年从西班牙回国后购买了“德马哈瓜”甘蔗园，1868年10月10日他举行了史称“亚拉呼声”的起义（Grito de Yara），宣布古巴独立，开始了“十年战争”。塞斯佩德斯宣布自己拥有的奴隶为自由人，邀请他们参加他和他同伴密谋反抗西班牙殖民的起义。因此他被称为Padre de la Patria，西班牙语为祖国之父，即古巴国父。
起义军攻占东方省的巴亚莫，成立临时政府，塞斯佩德斯任主席、起义军总司令。1869年4月他当选为共和国总统，但在1873年被废黜。1874年2月新的古巴政府让他流亡并剥夺了他的护送队，他在山区避难时被西班牙士兵杀死于东方省。1959年之前10古巴比索纸币图案为其肖像，1959年后则为100比索纸币图案为其肖像。
他结过两次婚，第一次和玛丽亚·德尔卡门·德·塞斯佩德斯-德尔卡斯蒂略，生有瑪麗亞·德爾卡門、奧斯卡和卡洛斯·曼努埃尔·德·塞斯佩德斯-塞斯佩德斯；第二位妻子安娜·玛丽亚·德·克萨达·洛伊纳兹，有三个孩子：葛洛麗雅，奧斯卡和卡洛斯·曼努埃尔·德·塞斯佩德斯·奎萨达，他曾在1933年格拉多·马查多被武力废黜后出任古巴总统。